# 筑波メディカルセンター病院
筑波メディカルセンター病院（つくばメディカルセンターびょういん）は、茨城県つくば市天久保一丁目にある医療機関で、公益財団法人筑波メディカルセンターが管理・運営する病院である。付近にある筑波大学の学生を中心にメディセンと呼ばれている。
つくば保健医療圏（つくば市、常総市、つくばみらい市）の医療の基幹病院の一つとして位置づけられる。また、がんや三次救急医療など一部の医療については隣接する筑西・下妻保健医療圏など、他の二次医療圏についても担当する。

## 概要
1985年（昭和60年）2月16日開院。医師約90名、看護師約370名を含む1,139名の職員が勤務する。1日の平均患者数は外来が520人、入院が353人で、403床ある病床の利用率は90.3%、患者の平均在院日数は15.0日となっている。2010年4月26日現在、病床の内訳は以下の通り。
- 救急救命センター：30床（うちICU20床、HCU10床）
- 茨城県地域がんセンター[注釈 1]：156床（うちICU6床）
- 一般病床：220床
- 感染症病床：3床

核となる筑波メディカルセンター病院に加え、日本中毒情報センター（つくば中毒110番）、つくば総合健診センター、茨城県地域がんセンター、筑波メディカルセンターヘルパーステーションふれあいを併設する。

### 運営者
この病院は、公益財団法人筑波メディカルセンターが運営する。同法人は「地域住民の健康の保持及び増進をはかるため、公衆衛生及び医療に関する事業を行うこと」を目的に設置されたもので、メディカルセンター病院の運営のみならず、介護事業、公衆衛生に関する調査研究など幅広い事業を展開する。
最高責任者は理事長で任期2年の理事が19名いる。設立許可及び設立登記日は1982年（昭和57年）5月22日である。
筑波メディカルセンター病院以外にもデイサービスふれあい（つくば市春日二丁目）・訪問看護ステーションいしげ（常総市新石下）を直接運営し、近隣の茨城県立つくば看護専門学校の受託運営を行う。

### 日本中毒情報センター
茨城県つくば市天久保一丁目1番地1に本部を置く、財団法人である。通称は「中毒110番」。つくばと大阪に事務所を置く。化学物質等による急性中毒に関する啓発や情報提供を主な業務とする。2008年（平成20年）度決算によると、日本国より約2614万円の補助金・委託費が支給されている。筑波大学教授の内藤裕史が1981年（昭和56年）に設立した「筑波大学中毒110番」を前身とする。

### つくば総合健診センター
筑波メディカルセンター病院の西隣（茨城県つくば市天久保一丁目2番地）にある医療機関である。人間ドックや健康相談を受け付ける「健診センター」と、会員制のフィットネスジム「健康増進センター」から成る。鼻から入れる内視鏡である「経鼻内視鏡」を採用する。

### 筑波剖検センター
筑波メディカルセンター病院内に設置されている施設である。自殺・事故・原因不明の死などの「異状死」に対して解剖を実施し、死因を明らかにすることを任務とする。

## 沿革
1985年（昭和60年）に国際科学技術博覧会（つくば万博）の開催を控えていた筑波研究学園都市では、博覧会を期に新たな医療機関を設置する動きが現れた。そこで、茨城県医師会・茨城県・筑波大学の協力で運営母体となる財団法人筑波メディカルセンターが1982年（昭和57年）5月22日に設立許可を受け、即日設立登記された。次に県南・県西の二次・三次救急医療充実と博覧会の救急患者への対応を目的として、1985年（昭和60年）2月16日に筑波メディカルセンター病院が開院した。
1998年（平成10年）3月9日に日本医療機能評価機構の病院機能評価認定を取得。その後2回の更新を受けるとともに、2010年（平成22年）までに3種類ある付加機能評価（救急医療機能、リハビリテーション機能、緩和ケア機能）の認定をすべて受けている。2010年（平成22年）6月現在において、3種類の付加機能評価認定を受けるのは筑波メディカルセンター病院のみである。
2003年（平成15年）からは「市民医療講座」を開始し、一般市民に向けて病気や医療の基礎知識の普及を目指している。2004年（平成16年）には病院屋上にヘリポートを設置し、茨城県内のみならず広く首都圏一帯の救急救命機関としての機能が増した。2008年（平成20年）6月5日には財団法人設立に関与し、研修医を受け入れるなどしてきた筑波大学との連携を深め、医療の質を向上させるため特定機能病院である筑波大学附属病院と包括的連携協定を締結、2010年（平成22年）1月からは医師と看護師が乗り込み救急患者の元へ急行する「ドクターカー」の運用を開始、重症患者の生存率の上昇を図るなど医療の改革に取り組んでいる。

## 診療科
- 救急診療科
- 総合診療科
- 小児科
- 脳神経内科
- 脳神経外科
- 乳腺科
- 循環器内科
- 心臓血管外科
- 呼吸器内科
- 呼吸器外科
- 消化器内科
- 消化器外科
- 泌尿器科
- 婦人科
- 整形外科
- リハビリテーション科
- 緩和医療科
- 麻酔科
- 放射線科
- 放射線治療科
- 病理科
- 精神科

## 医療機関の指定等
- 保険医療機関
- 救急告示医療機関
- 労災保険指定医療機関
- 指定自立支援医療機関（更生医療・育成医療）
- 生活保護法指定医療機関
- 原子爆弾被爆者医療指定医療機関
- 指定養育医療機関
- 児童福祉法指定医療機関
- 身体障害者福祉法指定医の配置されている医療機関
- 第二種感染症指定医療機関
- 災害拠点病院
- 地域医療支援病院
- 臨床研修指定病院
- がん診療連携拠点病院
- 救命救急センター
- DPC対象病院
- 開放型病院

## 医療過誤
先端医療を担うこともあり、いくつかの医療過誤（医療ミス）が指摘されている。ここでは、近年の事例を挙げる。
- 1999年（平成11年）6月に直腸がんの手術を受けた男性がその後、腹膜炎などに感染、重い後遺症が残ったとして提訴するも、2006年（平成18年）10月に和解勧告を不服として、筑波メディカルセンター病院敷地内で焼身自殺する事件が発生、訴訟継承人の遺族2名に1367万円を支払うよう命ずる判決が2008年（平成20年）10月8日に水戸地方裁判所土浦支部により下された[15]。同判決では病院の責任は認めたものの、「過失行為の主体や内容の判定は困難」として、医師の責任は認めなかった[15]。
- 2002年（平成14年）6月28日に卵巣の腫瘍の摘出手術を受けた女性が翌日に死亡した事故について、動脈の出血がありながら術後の安全管理が不適切であったとして遺族に約7600万円を支払うよう命ずる判決が2009年（平成21年）11月16日に水戸地方裁判所土浦支部により下された[16]。

## 関連団体
- 財団法人いばらき腎バンク
  - 腎臓移植の普及促進のために作られた団体であり、事務局を筑波メディカルセンター病院内におく[17]。

## 交通アクセス
- つくばエクスプレスつくば駅下車、つくばセンターバスターミナルより筑波大学循環右回り筑波メディカルセンター前下車徒歩4分、または左回りメディカルセンター病院下車徒歩1分。
- JR東日本常磐線土浦駅西口より筑波大学中央行バスで約30分、筑波メディカルセンター前下車、徒歩4分。